# Stanisław Zakrzewski (historyk)
Stanisław Zakrzewski (ur. 13 grudnia 1873 w Warszawie, zm. 15 marca 1936 we Lwowie) – polski historyk, od 1907 profesor Uniwersytetu Lwowskiego, senator II i III kadencji (1928–1935).

## Życiorys
Ukończył studia na Uniwersytecie Jagiellońskim. Ponadto studiował w Wiedniu i Berlinie. Uzyskał tytuł naukowy doktora w 1900, habilitował się w 1903 na UJ, gdzie był docentem w Katedrze Nauk Pomocniczych Historii. W 1906 został profesorem oraz kierownikiem katedry Historii Polski Uniwersytetu Lwowskiego. Po odzyskaniu przez Polskę niepodległości i przekształceniu uczelni na Uniwersytet Jana Kazimierza pełnił funkcję dziekana Wydziału Filozoficznego w roku akademickim 1919/1920. Po zmianach strukturalnych od 1924 był profesorem na Wydziale Humanistycznym UJK.
Podkreślał szczególne miejsce intuicji w poznaniu historycznym, a także rolę wybitnych jednostek i znaczenie silnej władzy. Był członkiem Ligi Narodowej w latach 1906–1912. Działał w Polskim Towarzystwie Historycznym (prezes w latach 1923–1932 i 1934–1936), członek Towarzystwa Naukowego we Lwowie i Polskiej Akademii Umiejętności (od 1919 członek korespondent, od 1927 członek czynny). Sekretarz Towarzystwa Historycznego we Lwowie 1906 i 1907 roku, członek Wydziału Zjednoczenia Stanu Średniego w 1928 roku. Do końca życia był kierownikiem Komisji Naukowej Towarzystwa Badania Historii Obrony Lwowa i Województw Południowo-Wschodnich oraz otrzymał tytuł członka honorowego. Autor wielu prac z historii średniowiecza. Związany z obozem Józefa Piłsudskiego, głosił kult silnej władzy i wybitnych wodzów. Zwalczał historiografię endecką.
Z ramienia BBWR w latach 1928–1935 pełnił mandat senatora II i III kadencji. Senator II kadencji wybrany w 1928 roku z listy BBWR z województwa lwowskiego. Pełnił mandat radnego Rady Miasta Lwowa. W 1930 otrzymał nagrodę naukową miasta Lwowa.
Stanisław Zakrzewski zmarł 15 marca 1936. Został pochowany na Cmentarzu Łyczakowskim we Lwowie.

## Uczniowie
Do grona jego uczniów należeli m.in. Mikołaj Andrusiak, Michał Antonów, Stefan Chmielewski, Izydor Edward Chrząszcz, Włodzimierz Czerewko, Maria Dobrowolska, Józef Ekkert, Bella Fuhrerówna, Mieczysław Gębarowicz, Maria Felicja Gruszkiewicz, Joanna Jacniacka, Anna Strzelecka, Józef Kassian, Jan Kornaus, Saul Langnas, Kazimierz Lewicki, Kazimierz Wincenty Lic, Roman Lutman, Ewa i Karol Maleczyńscy, Michał Teodor Mendys, Bronisława Maria Palmi, Jadwiga Pawlikowska, Maria Stanisława Płoszajówna, Aleksandra Robakowska, Józef Skrzypek, Teodor Sribny, Bolesław Stachoń, Maria Józefa Strutyńska, Józefa Suchoniówna, Ewa Szweigerówna, Walenty Wagner, Bronisław Włodarski, Stanisław Franciszek Zajączkowski, Zygmunt Zborucki, Rachela Zwiebel oraz Ludwik Bazylow, Natalia Gąsiorowska, Olgierd Górka, Jan Rutkowski, Anna Strzelecka, Józef Widajewicz, Zygmunt Wojciechowski.

## Wybrane publikacje
Bibliografie prac Stanisława Zakrzewskiego opracowali: Józef Skrzypek, Bibliografia prac profesora Stanisława Zakrzewskiego [w:] Prace historyczne w 30-lecie działalności profesorskiej Stanisława Zakrzewskiego, Lwów 1934, s. VII-XXIV i Krystyna Śreniowska, Pisma Stanisława Zakrzewskiego [w:] Stanisław Zakrzewski. Przyczynek do charakterystyki prądów ideologicznych w historiografii polskiej 1893-1936, Łódź 1956, s. 160-168. 
- Studya nad Bullą z r. 1136  Kraków : Akademia Umiejętności 1901
- Najdawniejsze dzieje klasztoru Cystersów w Szczyrzycu (1238-1382). Przyczynek do dziejów osadnictwa na Podhalu, Kraków: Akademia Umiejętności 1901.
- Nadania na rzecz Chrystyana, biskupa pruskiego w latach 1217-1224, Kraków: Akademia Umiejętności 1902.
- Malowidła w podziemnej bazylice św. Klemensa w Rzymie, Kraków: Akademia Umiejętności 1903.
- Ossyak i Wilten. Przyczynek do poznania związków dynastycznych Bolesława Śmiałego, Kraków: Akademia Umiejętności 1903.
- Analecta Cisterciensia, wyd. i objaśnił Stanisław Zakrzewski, Kraków: Akademia Umiejętności 1906.
- Zagadnienia historyczne, Lwów: H. Altenberg 1908.
- Bolesław Szczodry : próba portretu (1912)
- Opis grodów i terytoriów z północnej strony Dunaju czyli tzw. Geograf Bawarski (1917)
- Ideologia ustrojowa : krytyka sądów Balzera, Kutrzeby, Chołoniewskiego (1918)
- Ideologia ustrojowa. Krytyka sądów Balzera, Kutrzeby, Chołoniewskiego, Lwów: H. Attenberg, G. Seyfarth, E. Wende 1918.
- Polacy i Rusini na Ziemi Czerwieńskiej w przeszłości (1919)
- Historya polityczna Polski, cz. 1: Wieki średnie, Kraków: Polska Akademia Umiejętności 1920.
- Mieszko I jako budowniczy państwa polskiego (1921)
- Wpływ sprawy ruskiej na państwo Polskie w XIV w. (1922)
- Wpływ sprawy ruskiej na państwo Polskie w XIV w. Odczyt wygłoszony na pierwszem publicznem posiedzeniu Towarzystwa Naukowego we Lwowie 21 maja 1921 roku, Zamość : Z. Pomarański 1922.
- Bolesław Chrobry Wielki (1925)
- Skrypta z wykładów Stanisł. Zakrzewskiego. Czasy Wład. Łokietka i Kazim. Wielkiego [Cz. 1], Lwów: Akademickie Koło Historyków U.J.K. 1927.
- Ze studyów nad bullą z r. 1136, Kraków 1934.
- Zagadnienia historyczne Tom 1 (1936) Tom 2 (1936)
- W czasach Chrobrego. Obrazy z dziejów i kultury X-XI wieku. Wybrane ustępy z dzieła Stanisława Zakrzewskiego „Bolesław Chrobry Wielki”, do dr. przygot. i objaśn. opatrzyła Jadwiga Wiszówna, Lwów: Sekcja Dydaktyczna Oddziału Lwowskiego P.T.H, 1938.
- Bolesław Chrobry Wielki, Lwów: Wydawnictwo Zakładu Narodowego im. Ossolińskich, 1925; wyd. 2 (1 powojenne), Kraków: Towarzystwo Autorów i Wydawców Prac Naukowych „Universitas” 2000, wyd. 3 - 2006.
- Mieszko I jako budowniczy państwa polskiego, Warszawa: Polska Składnica Pomocy Szkolnych 1921; wyd. 2 - Kraków: Towarzystwo Autorów i Wydawców Prac Naukowych „Universitas” 2006.